# Batman y Robin (videojuego)
Batman y Robin es un videojuego de acción-aventura protagonizado por el personaje de DC Comics Batman. El juego está disponible para PlayStation y Game.com. El juego de PlayStation fue desarrollado por Probe Entertainment y publicado por Acclaim Entertainment en conjunto a Warner Bros Interactive Entertainment y DC Comics. La versión de Game.com fue desarrollado por Tiger Entertainment, el juego está basado en la película homónima de 1997.

## Juego
El juego de PlayStation utiliza elementos estilo Sandbox , como eventos en tiempo real, simulación de tráfico y población civil. Cada personaje tendrá un vehículo único, Batman tendrá el Batmobile, Robin tendrá la motocicleta RedBird y Batgirl la Batblade. El jugador tendrá que elegir entre Batman, Robin y Batgirl para empezar el juego, al igual que cada personaje tiene un vehículo único, también tendrá movimientos únicos.

## Recepción
El juego tuvo críticas negativas, y fue considerado como innecesario, IGN publicó en su página web «Este juego solo te gustará si eres un fanático de Batman» otorgándole una puntuación de 5/10.